# Defibrylator

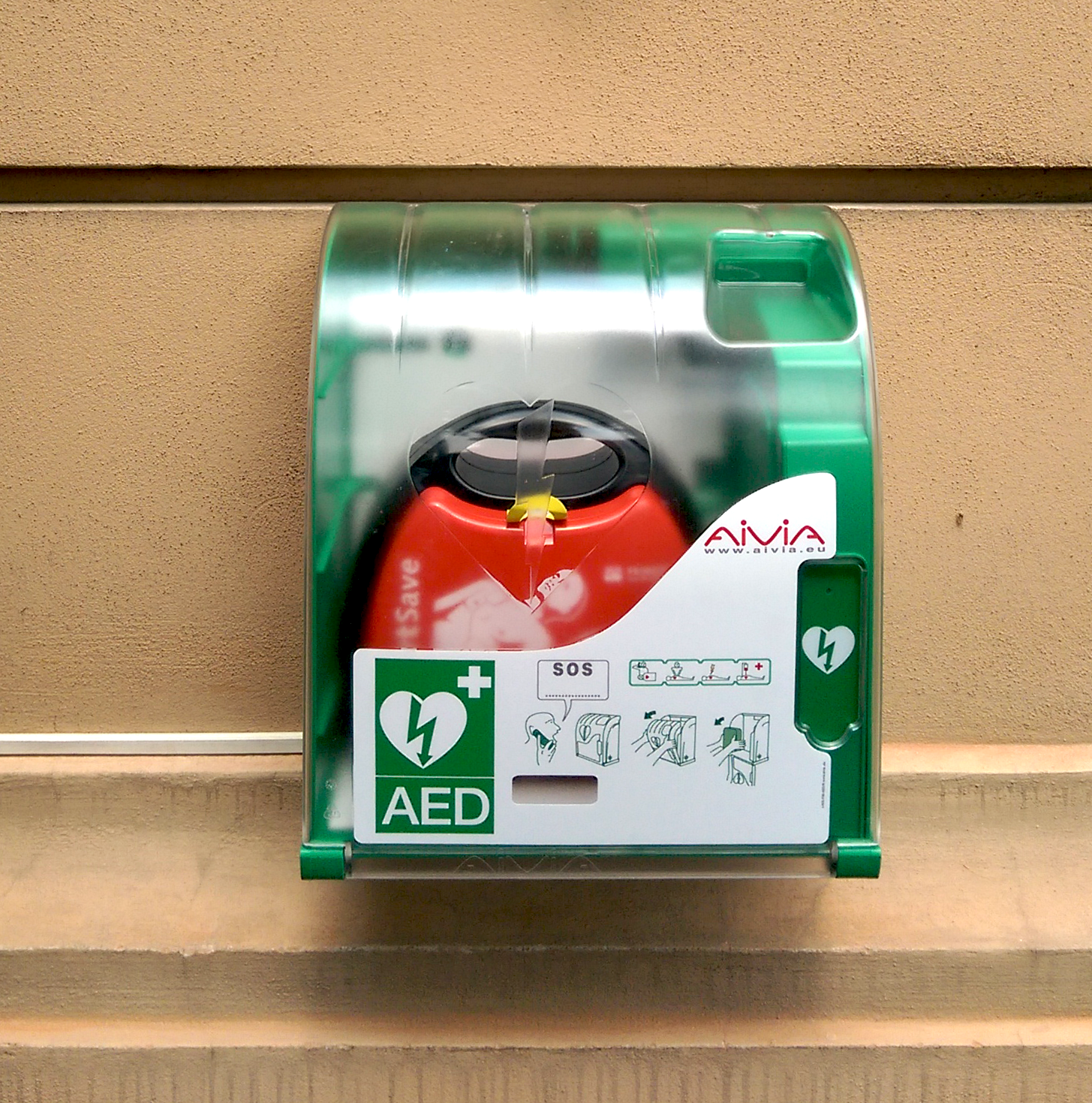
Defibrylator AED w specjalnej szafce, dostępny publicznie.

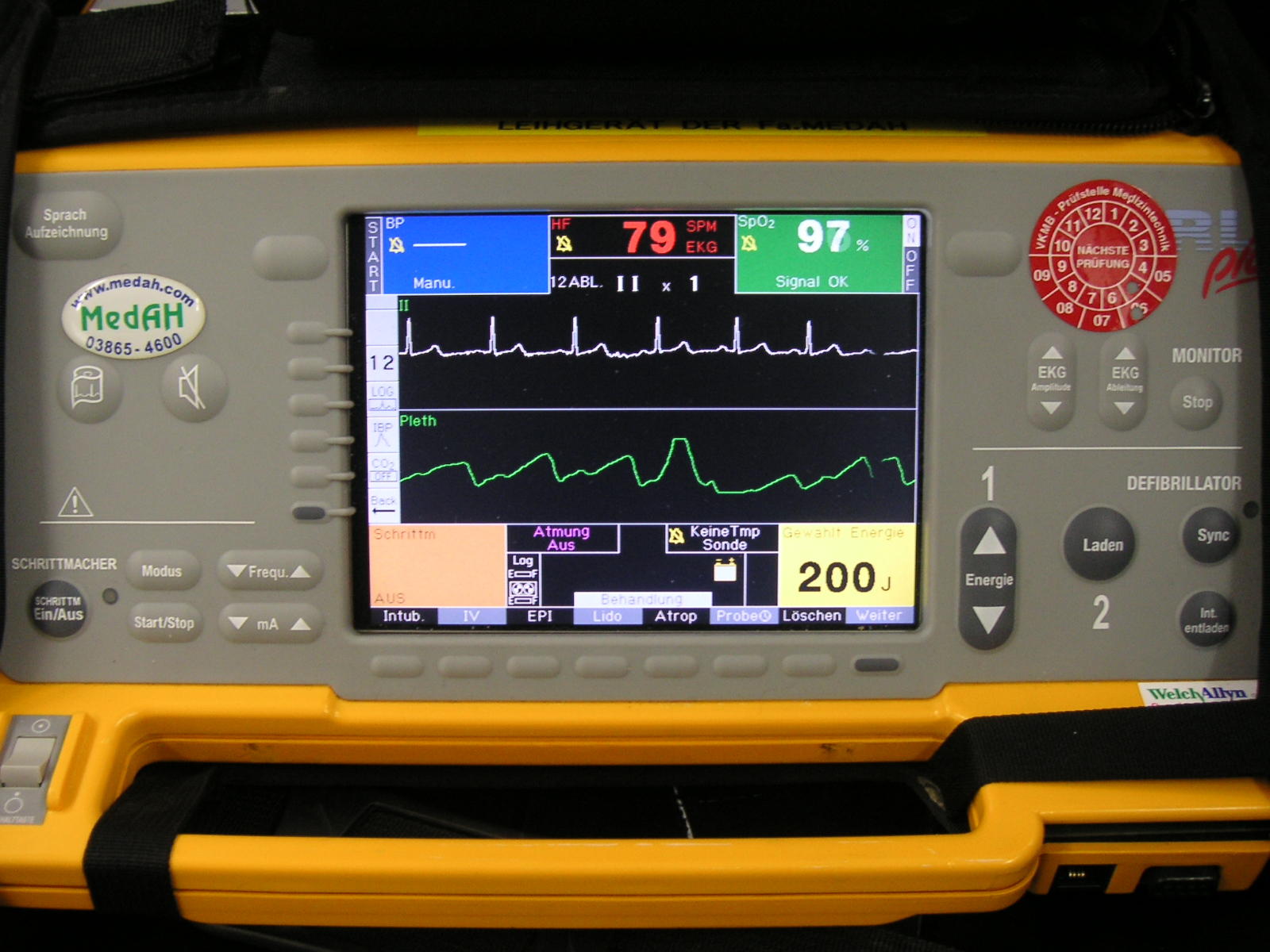
Przykład nowoczesnego defibrylatora/monitora realizującego równocześnie wiele funkcji używanych w medycynie ratunkowej

Symbol automatycznego zewnętrznego defibrylatora (AED)

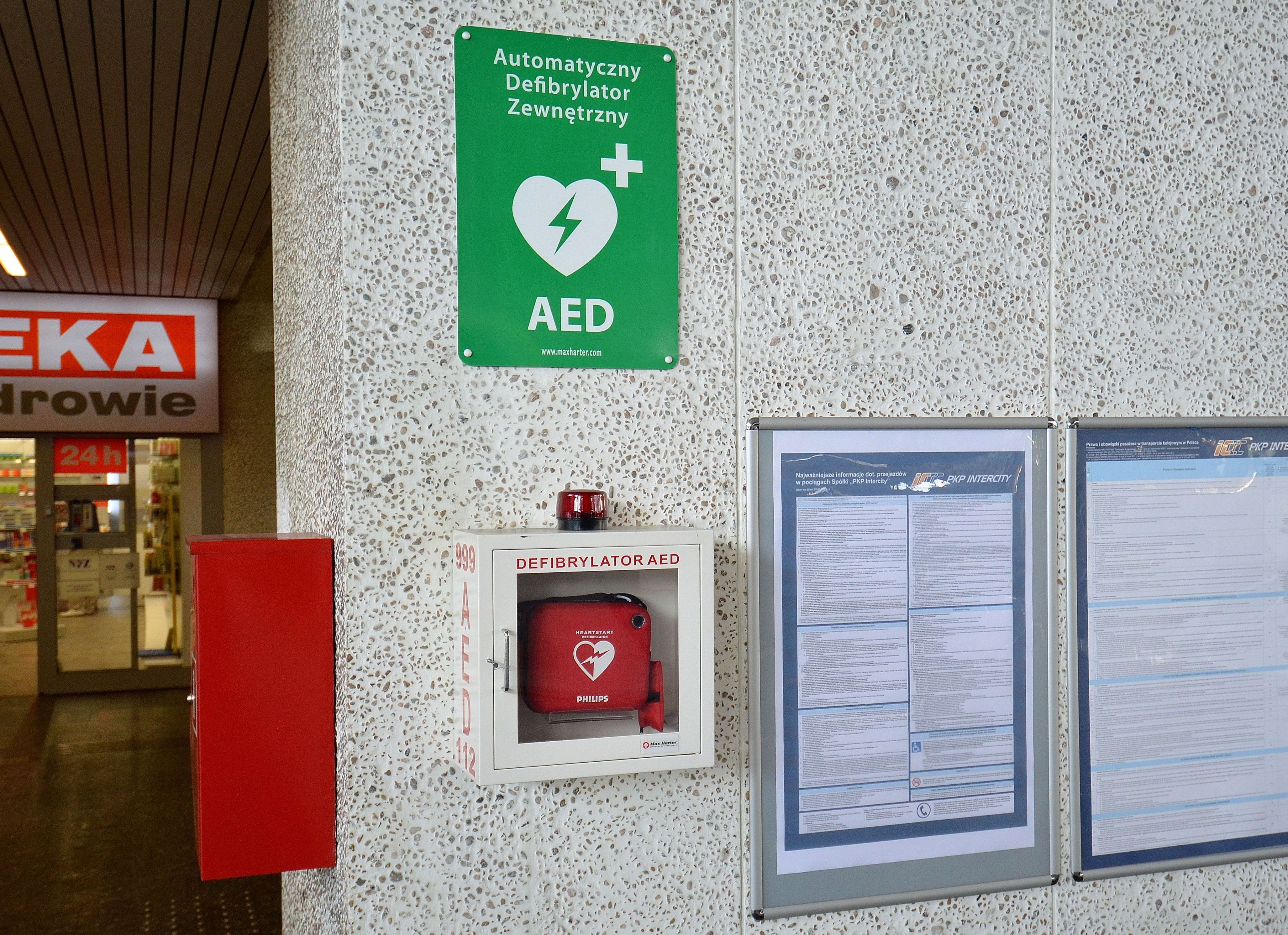
AED i jego oznaczenie w hali głównej Dworca Centralnego w Warszawie

Defibrylator – urządzenie medyczne służące do przeprowadzania zabiegu defibrylacji serca. Może zakończyć zaburzenia rytmu serca takie jak migotanie komór  lub częstoskurcz komorowy bez wyczuwalnego tętna. Defibrylatory są utrzymywane w gotowości do natychmiastowego użycia na oddziałach intensywnej terapii, na salach operacyjnych, w izbach przyjęć oraz w pojazdach służb ratowniczych.
Od lat 90. XX wieku defibrylatory w postaci automatycznych defibrylatorów zewnętrznych są coraz częściej dostępne w budynkach użyteczności publicznej takich jak dworce kolejowe, lotniska i inne miejsca, do użytku przez laików.
Defibrylator zwiększa szanse na skuteczną resuscytację krążeniowo-oddechową, ale nie może jej zastąpić.

## Zasada działania
Defibrylator oddziałuje na mięsień sercowy impulsem/impulsami prądu stałego o odpowiednio dużej energii (wyrażanej w dżulach). Celem defibrylacji jest wytłumienie chaotycznych impulsów elektrycznych, które przepływają przez serce i umożliwienie mu powrotu do normalnej, regularnej pracy. Ze względu na kształt fali energii dostarczanej przez defibrylator wyróżnia się defibrylatory jednofazowe i dwufazowe. Zgodnie z wytycznymi Europejskiej Rady Resuscytacji z 2005 dotyczącymi strategii defibrylacji, zalecane są następujące wyładowania:
1. defibrylator jednofazowy:
  - pierwsze wyładowanie – 360 J,
  - drugie i kolejne wyładowania – również 360 J;
2. defibrylator dwufazowy (polaryzacja impulsu jest odwrócona w ostatniej fazie, aby zoptymalizować elektryczność i zminimalizować ewentualne uszkodzenia tkanek wywołane przez impuls elektryczny)[2]:
  - pierwsze wyładowanie – od 150 do 200 J,
  - drugie i kolejne wyładowania – od 150 do 360 J.

## Budowa defibrylatora
Typowy defibrylator składa się z dwóch elektrod oraz jednostki centralnej, która składa się z akumulatora, konwertera DC w celu stabilizacji napięcia, kondensatora i jednostki sterującej. Naładowany kondensator po naciśnięciu przycisku oddaje zmagazynowaną energię od 200 J. do 360 J do elektrod. Przy normalnych rezystancjach ciała między 50 Ω a 100 Ω natężenie prądu na krótko osiąga około 50 A.
Jednostka centralna, zależnie od producenta oraz klasy urządzenia, może znacznie różnić się wyglądem oraz funkcjami:
- wielofunkcyjne defibrylatory z dużymi wyświetlaczami, umożliwiającymi odczytywanie przez zespół ratunkowy kolejnych parametrów mierzonych przez urządzenie (EKG, temperatura ciała, ciśnienie tętnicze, saturacja, itp.);
- defibrylatory posiadające wyświetlacz jedynie w celu wyświetlenia zapisu EKG;
- defibrylatory typu AED (Automatic External Defibrillator) zaprezentowany pierwszy raz w 1979[4] – przeznaczone do użytku ratującego, posiadającego jedynie elementarne przeszkolenie. AED sam analizuje EKG poszkodowanego i wykrywa, kiedy defibrylacja jest wskazana. Najnowsze urządzenia wykorzystują metodę dwufazową, która automatycznie dopasowuje parametry wyładowania do potrzeb pacjenta. Jeśli pierwsze wyładowanie nie przywróci prawidłowej akcji serca, urządzenie podaje następne wyładowania, zgodnie z zaprogramowaną sekwencją (od 150 J do 360 J). Zwiększa to szanse na uratowanie pacjenta.

Urządzenia tego typu posiadają dwa główne typy elektrod:
- elektrody typu „łyżki”, wymagające przyłożenia ich przez ratownika – niezalecane zgodnie z wytycznymi ILCOR/AHA(inne języki)/ERC;
- elektrody przyklejane, nie wymagające innych działań.

Okres ważności elektrod to zwykle 12–36 miesięcy.
Okres ważności baterii w urządzeniach AED to 12–60 miesięcy.

## Sytuacja AED w Polsce
W Polsce, na wzór Stanów Zjednoczonych, wdraża się Programy powszechnego dostępu do defibrylacji z użyciem defibrylatorów typu AED w miejscach dużych skupisk ludzkich. Zgodnie z wytycznymi ILCOR/AHA/ERC defibrylatory powinny znajdować się wszędzie tam, gdzie nagłe zatrzymanie krążenia (NZK) wystąpiło przynajmniej raz w ciągu ostatnich 5 lat. Według PAD – Public Access to Defibrillation, Programu powszechnego dostępu do defibrylacji – rozmieszczenie urządzeń powinno umożliwić skorzystanie z ich pomocy w czasie poniżej 2 minut. W praktyce defibrylatory instalowane są zwykle w ośrodkach zdrowia, zakładach pracy, w szkołach, na lotniskach, dworcach kolejowych, w hotelach, domach pomocy społecznej, w centrach handlowych i pływalniach.
Program poprawy bezpieczeństwa mieszkańców zgodnie z wytycznymi PAD wprowadziło w 2007 roku miasto i gmina Trzebinia pod hasłem „Trzebinia Miastem Bezpiecznego Serca”. W ramach programu na terenie całej gminy w miejscach publicznych umieszczono 20 urządzeń AED.
W Krakowie w 2007 roku zorganizowano akcję Impuls życia, celem której było rozmieszczenie defibrylatorów w różnych punktach miasta. W ramach akcji pojawiło się 18 defibrylatorów. Do 2009 przeszkolono także około 4 tys. osób z zakresu pierwszej pomocy i użycia defibrylatora w razie konieczności.
Coraz więcej polskich miast realizuje założenia programu PAD, instalując publicznie dostępne defibrylatory AED. Przykładem jest Toruń, który w 2015 roku zakupił 10 takich urządzeń.
Program „Ratuj z sercem” inaczej zwany Mapą AED to wspierany przez POLKARD oraz Ministerstwa Zdrowia i Opieki Społecznej program Powszechnego dostępu do defibrylacji, którego celem jest odnalezienie istniejących w Polsce defibrylatorów i umieszczenie ich na jednej mapie. Program działa od 2009 roku i jego pierwsza część obejmowała swoim zasięgiem województwo śląskie.

## Postępowanie podczas defibrylacji

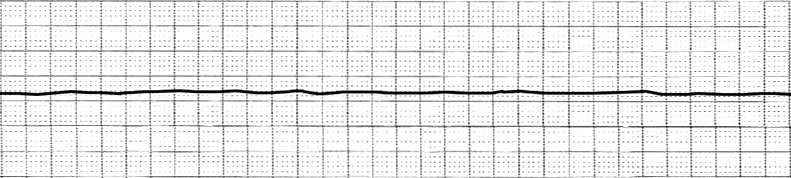
Asystolia – przykład rytmu nie poddającego się defibrylacji

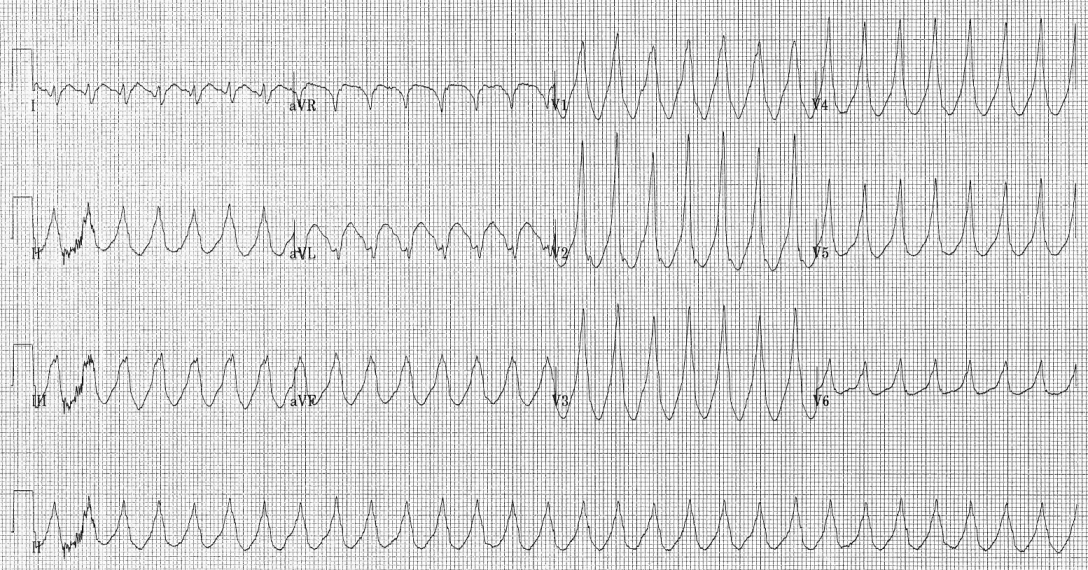
Tachykardia komorowa

W przypadku przeprowadzenia defibrylacji z wykorzystaniem AED na schemat postępowania składają się:
- włączenie defibrylatora (do czasu jego użycia przeprowadza się resuscytację krążeniowo-oddechową),
- podłączenie kabla i naklejenie elektrod na klatkę piersiową poszkodowanego (jeżeli poszkodowane jest dziecko, należy użyć elektrod pediatrycznych). Jedna elektroda powinna znaleźć się po prawej stronie mostka poniżej obojczyka, a druga po lewej stronie klatki piersiowej w linii środkowo-pachowej,
- działanie według komend głosowych wydawanych przez urządzenie[10]

Po defibrylacji należy obowiązkowo podjąć resuscytację (co najmniej uciski klatki piersiowej z częstotliwością 100–120/min.). Defibrylacja wykonana w czasie do 1 minuty od utraty przytomności jest w 90% skuteczna, do 5 min. – w 50%, a do 7 min. – w 30%. W ciągu kilku minut migotanie komór przechodzi w asystolię, czyli brak czynności elektrycznej serca.
Defibrylacja jest zabiegiem medycznym, który znajduje zastosowanie jedynie w niektórych przypadkach arytmii. Wbrew powszechnej opinii, rytm zwany asystolią (wyglądem przypominający na wykresie EKG płaską linię) oraz aktywność elektryczną bez tętna (prawidłowa czynność elektryczna, ale bez przepływu krwi) nie poddają się defibrylacji.
Jedynymi rytmami poddającymi się defibrylacji są migotanie komór oraz częstoskurcz komorowy bez tętna.